# Pravna fakulteta v Mostarju
Pravna fakulteta (izvirno bosansko Pravni fakultet u Mostaru), s sedežem v Mostarju, je fakulteta, ki je članica Univerze v Mostarju.